# Anton Braun
Anton Braun (Berlino, 28 aprile 1990) è un canottiere tedesco.

## Biografia
Ha rappresentato la Germania ai Giochi olimpici estivi di Londra 2012, classificandosi al settimo posto nel due senza, col compagno Felix Drahotta.
È stato vice campione del mondo nell'otto ai mondiali di Chungju 2013 e Aiguebelette 2015.
Ai Giochi olimpici estivi di Rio de Janeiro 2016, è giunto 12° nel quattro senza, con i connazionali Maximilian Korge, Maximilian Planer e Felix Wimberger.

## Palmarès
- Mondiali

Chungju 2013: argento nell'8.
Aiguebelette 2015: argento nell'8.
- Europei

Siviglia 2013: oro nell'8.
Belgrado 2014: bronzo nel 2 senza
Poznan 2015: oro nell'8.